# Юнион (округ, Южная Дакота)
Округ Юнион (англ. Union County) располагается в США, штате Южная Дакота. По состоянию на 2010 год, численность населения составляла 14 399 человек. Был основан 10 апреля 1821 года.

## География
По данным Бюро переписи США, общая площадь округа равняется 1210 км², из которых 1192 км² суша и 17 км² или 1,43 % это водоёмы.

## Население
По данным переписи населения 2000 года в округе проживает 12 584 жителей в составе 4 927 домашних хозяйств и 3 517 семей. Плотность населения составляет 11,00 человек на км2. На территории округа насчитывается 5 345 жилых строений, при плотности застройки около 4-х строений на км2. Расовый состав населения: белые — 96,85 %, афроамериканцы — 1,34 %, коренные американцы (индейцы) — 0,37 %, азиаты — 0,01 %, гавайцы — 0,33 %, представители других рас — 0,24 %, представители двух или более рас — 0,87 %. Испаноязычные составляли 1,26 % населения независимо от расы.
В составе 34,80 % из общего числа домашних хозяйств проживают дети в возрасте до 18 лет, 62,00 % домашних хозяйств представляют собой супружеские пары проживающие вместе, 6,30 % домашних хозяйств представляют собой одиноких женщин без супруга, 28,60 % домашних хозяйств не имеют отношения к семьям, 24,20 % домашних хозяйств состоят из одного человека, 10,30 % домашних хозяйств состоят из престарелых (65 лет и старше), проживающих в одиночестве. Средний размер домашнего хозяйства составляет 2,53 человека, и средний размер семьи 3,02 человека.
Возрастной состав округа: 27,00 % моложе 18 лет, 7,30 % от 18 до 24, 28,40 % от 25 до 44, 23,70 % от 45 до 64 и 23,70 % от 65 и старше. Средний возраст жителя округа 37 лет. На каждые 100 женщин приходится 99,20 мужчин. На каждые 100 женщин старше 18 лет приходится 98,30 мужчин.
Средний доход на домохозяйство в округе составлял 44 790 USD, на семью — 51 227 USD. Среднестатистический заработок мужчины был 35 406 USD против 23 440 USD для женщины. Доход на душу населения составлял 24 355 USD. Около 3,70 % семей и 5,50 % общего населения находились ниже черты бедности, в том числе — 4,90 % молодежи (тех, кому ещё не исполнилось 18 лет) и 10,70 % тех, кому было уже больше 65 лет.